# 伊尔沃斯海姆
伊尔沃斯海姆是德国巴登-符腾堡州的一个市镇。总面积5.89平方公里，总人口8705人，其中男性4216人，女性4489人（2011年12月31日），人口密度1 478人/平方公里。